# Alexandru Pașcenco
Alexandru Pașcenco (ur. 28 maja 1989 w Tyraspolu) – mołdawski piłkarz występujący na pozycji defensywnego pomocnika w mołdawskim klubie FC Cahul-2005. Były, piętnastokrotny, reprezentant Mołdawii.

## Życie prywatne
Ma starszego brata Sergheia, który również jest piłkarzem.

## Sukcesy

### Klubowe
Sheriff Tyraspol
- Mistrz Mołdawii: 2012/2013
- Zdobywca Superpucharu Mołdawii: 2013

Zimbru Kiszyniów
- Zdobywca Superpucharu Mołdawii: 2014